# Braderochus levoiturieri
Braderochus levoiturieri là một loài bọ cánh cứng thuộc họ Xén tóc.